# Los Chiriguanos
Los Chiriguanos est une localité argentine située dans le département de Bermejo, province de Formosa.

## Histoire
Fondée le 20 août 1932, le président de la Comisión de Fomento a changé la date de sa fondation par un décret municipal au 8 septembre. Depuis lors, chaque année, elle est célébrée avec différents artistes musicaux, locaux, provinciaux, nationaux ainsi qu'internationaux. Il y a aussi Doma y Jineteada, un patio gastronomique qui propose des plats traditionnels pendant la journée. Los Chiriguanos possède une place diversifiée Raul Toto Caldera. Une école, une école provinciale et publique moderne. Maison de la solidarité, centre de santé, état civil, centre d'intégration communautaire (CIC). Et une station de radio municipale, La Voz del Pueblo 106.5, la Subcomisaria et Correo Argentino. Des avenues importantes comme Néstor Kirchner et 25 de Mayo. La H. C. D. est située au même endroit que la Com de Fto, sur l'avenue 25 de Mayo.